# Middenparallel

De drie middenparallellen van de zwarte driehoek zijn in rood afgebeeld.

Het begrip middenparallel wordt in de meetkunde op twee nauw verwante manieren gebruikt. Enerzijds wordt een lijn op gelijke afstand van twee evenwijdige lijnen zo genoemd. Anderzijds wordt een lijn die door de middens van twee zijden van een driehoek loopt eveneens aangeduid als middenparallel.
De middenparallel van twee evenwijdige lijnen is tevens de conflictlijn van die twee.
Het verband tussen beide definities is helder: wanneer door een hoekpunt van een driehoek een lijn wordt getrokken, die evenwijdig is aan de overstaande zijde, dan vormt de middenparallel van die lijnen tevens een van de middenparallellen van de driehoek. De drie middenparallellen van een driehoek {\displaystyle \triangle }ABC vormen de complementaire driehoek van {\displaystyle \triangle }ABC en verdelen {\displaystyle \triangle }ABC in vier congruente driehoeken, die gelijkvormig met {\displaystyle \triangle }ABC zijn.